# Quand la mer monte...
Quand la mer monte... è un film del 2004 diretto da Yolande Moreau e Gilles Porte.

## Trama
Una donna, Irène, inizia una relazione amorosa con un uomo chiamato Dries.